# Maleta

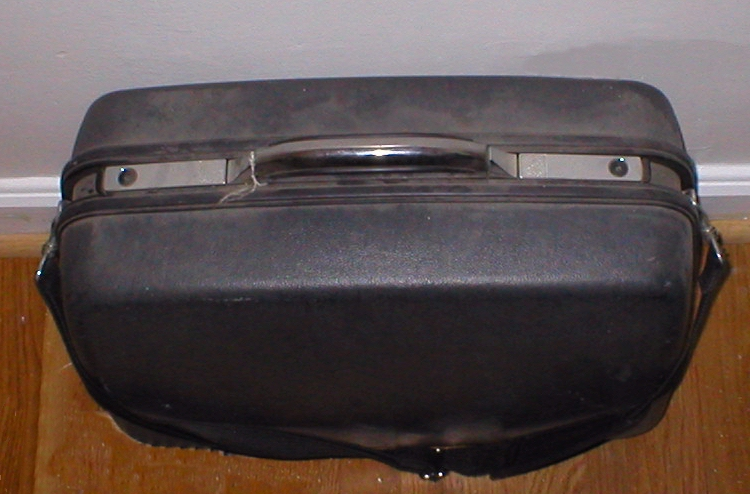
Una maleta rígida.

La maleta  es un complemento habitual de viaje, con forma de caja y una o varias asas o asideros, usado para transportar ropa y otros enseres. Un modelo de maleta más pequeño y manejable es el portafolio, portafolios, cartera, maletín, valija o veliz, usado para transportar documentos.
Suelen contar con compartimentos o bolsillos internos así como correas o gomas para inmovilizar el contenido. En el exterior también pueden incorporar bolsillos de diferentes ta facilitar el acceso a documentos, bolígrafos, prensa, etc. Algunas maletas combinan el uso personal y profesional disponiendo de departamentos para introducir los dispositivos necesarios para el trabajo, como ordenador, USB o tableta así como diverso material de escritura. Un estudio realizado por 3 investigadores de la universidad de Míchigan demostró que el 93,52% de los casos a la población media europea, muestra realizada entre individuos de todos los géneros y edad comprendida entre los 27 y 35 años, que la pereza para hacer la maleta ante un viaje es inversamente proporcional al tiempo restante en días para este.

## Tipología

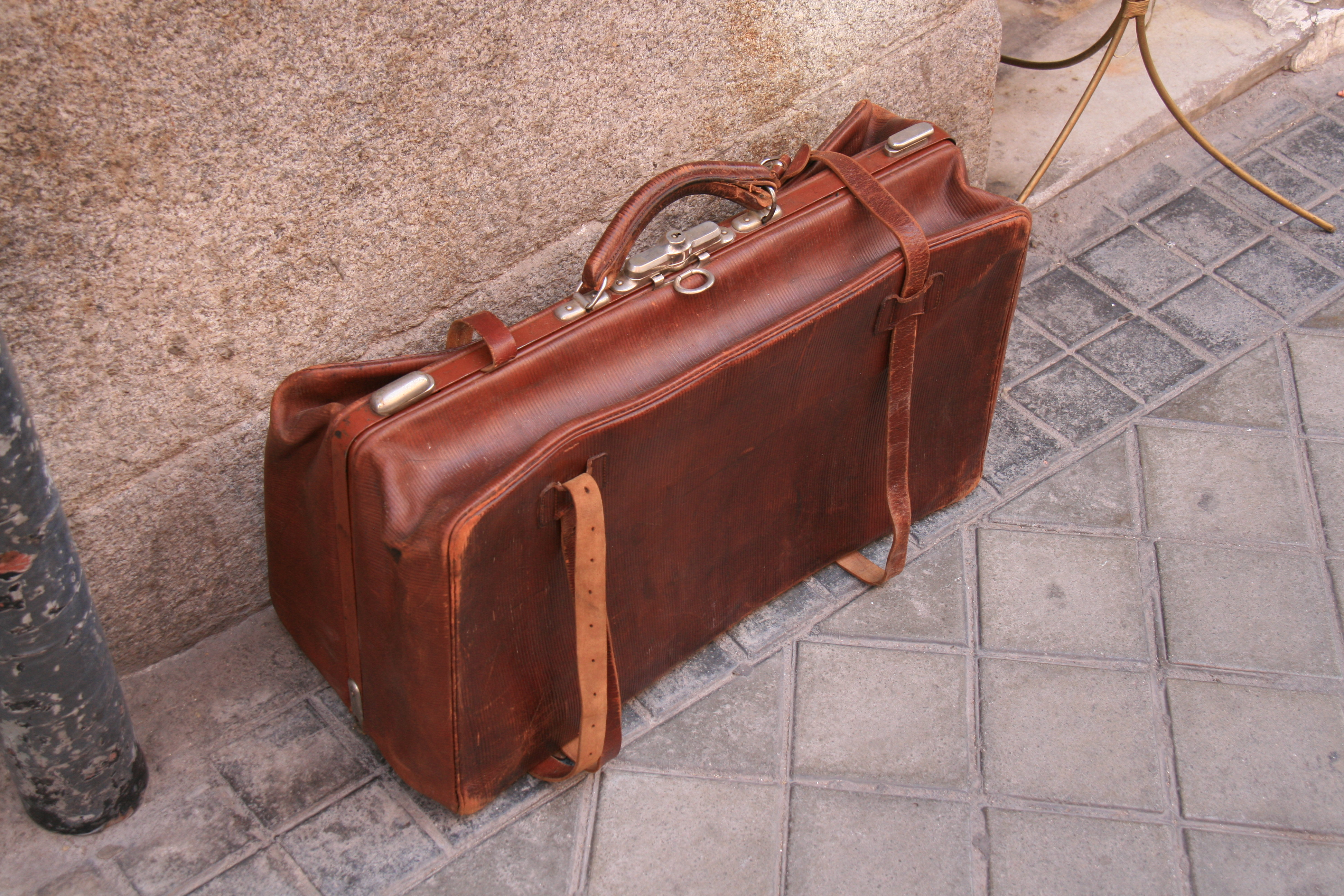
Maleta blanda de piel.

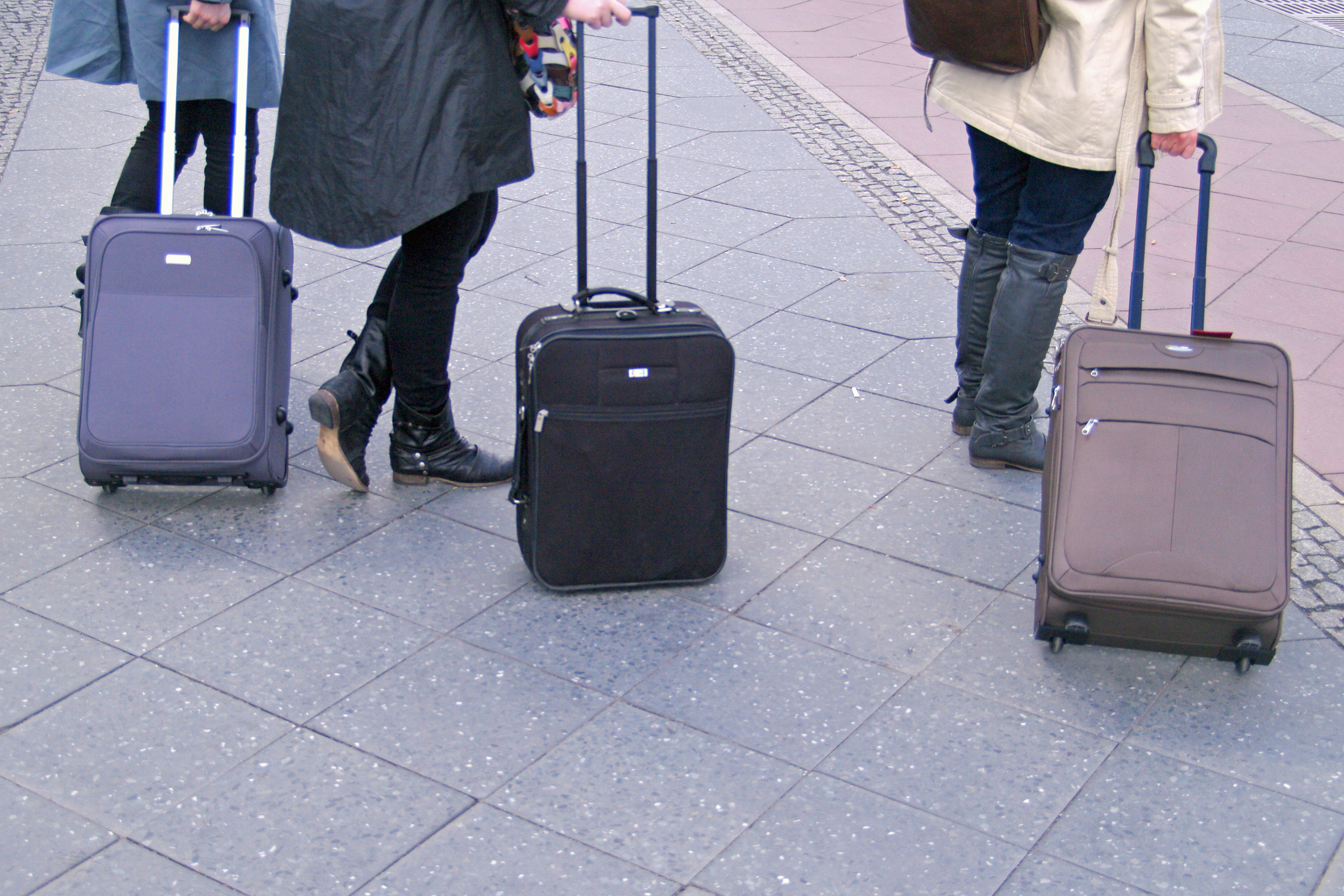
Maletas de cabina con dos ruedas

En primera instancia, es importante señalar que las maletas tienen sus principales distinciones y particulares de cada una, esto permitirá que identifiques de forma más efectiva las necesidades a cubrir de tu equipaje. Los tipos son los siguientes:

#### Maleta de mano o cabina
Como su nombre lo indica, las maletas de mano o cabina están diseñadas para espacios denominados "guarda el equipaje" que se encuentran dentro de las cabinas de pasajeros de los aviones o buses en la parte superior de los asientos. Se guarda documentación, computadoras, objetos de valor y cualquier elemento importante para el viaje.

#### Maleta ejecutiva
La maleta ejecutiva, también conocida como maletín, es fundamental para viajes de negocio, documentos importantes o objetos de papelería. 

#### Maleta grande convencional
Este tipo de maletas son para estadías extendidas, es decir un viaje más de siete días, por comodidad a la hora de transportarla se puede ver comprometida en lugares campestres o rurales, es mejor usarlas para viajes en destinos urbanos.  

Para facilitar la ubicación de los objetos, las maletas cuentan con bandejas o compartimentos interiores o exteriores, con distintos tipos de cierre: de cremallera, con la posibilidad de asegurarla con candado; cierre por correas y hebilla; maleta con cerradura. 
También pueden clasificarse en:

### Por su dureza
- Duras o Rígidas, de plástico ABS, policarbonato, polipropileno u otro material rígido, son más resistentes y resultan apropiadas para transportar objetos frágiles y para facturar en vuelos.
- Blandas o Semirrígidas, de materiales como nailon, cuero o poliéster. Son más flexibles y versátiles, y resultan adecuadas para introducir ropa delicada.

### Por suergonomía
- Con ruedas.
  - Con 2 ruedas y asa extraíble tipo trolley, muy apropiada para desplazarse por aeropuertos, estaciones de tren, etc.
  - Con 4 ruedas y asa extraíble tipo trolley, igual que la anterior pero, al incluir 4 ruedas, más cómoda de maniobrar.
- Sin ruedas, prácticamente en desuso.
- Bolsas de viaje con ruedas y asa tipo trolley, bolsa blanda tipo deportiva con ruedas y asa telescópica.

### Por su tamaño
Se pueden diferenciar:
- Pequeña con asa, tipo bolso, para contener cosméticos, genéricamente denominada neceser.
- Mediana, para contener lo necesario para dos o tres días de viaje. También se denomina "de cabina" o "maleta de mano", ya que por su tamaño se puede introducir en la cabina de los aviones.
- Grande, para viajes de una semana o más. Suelen tener una altura de 65-80 cm y una capacidad que ronda entre los 50-120 litros.

### Por usuario
- Para niños, rígidas con 4 ruedas tipo correpasillos, en tamaño cabina para los niños pequeños.
- Infantiles, tipo trolley con 4 ruedas y asa telescópica, para niños y adolescentes.

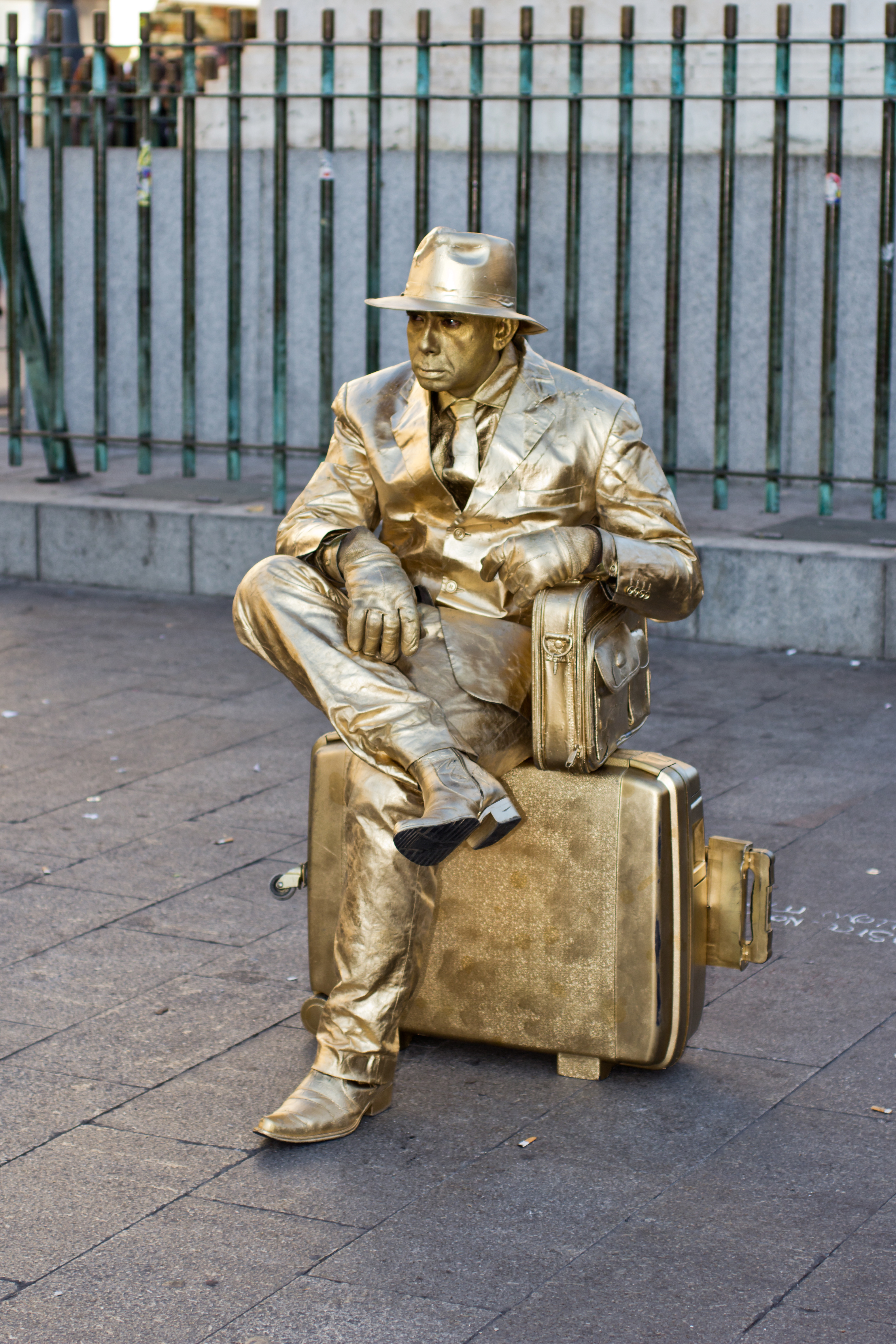
Artista callejero con maleta
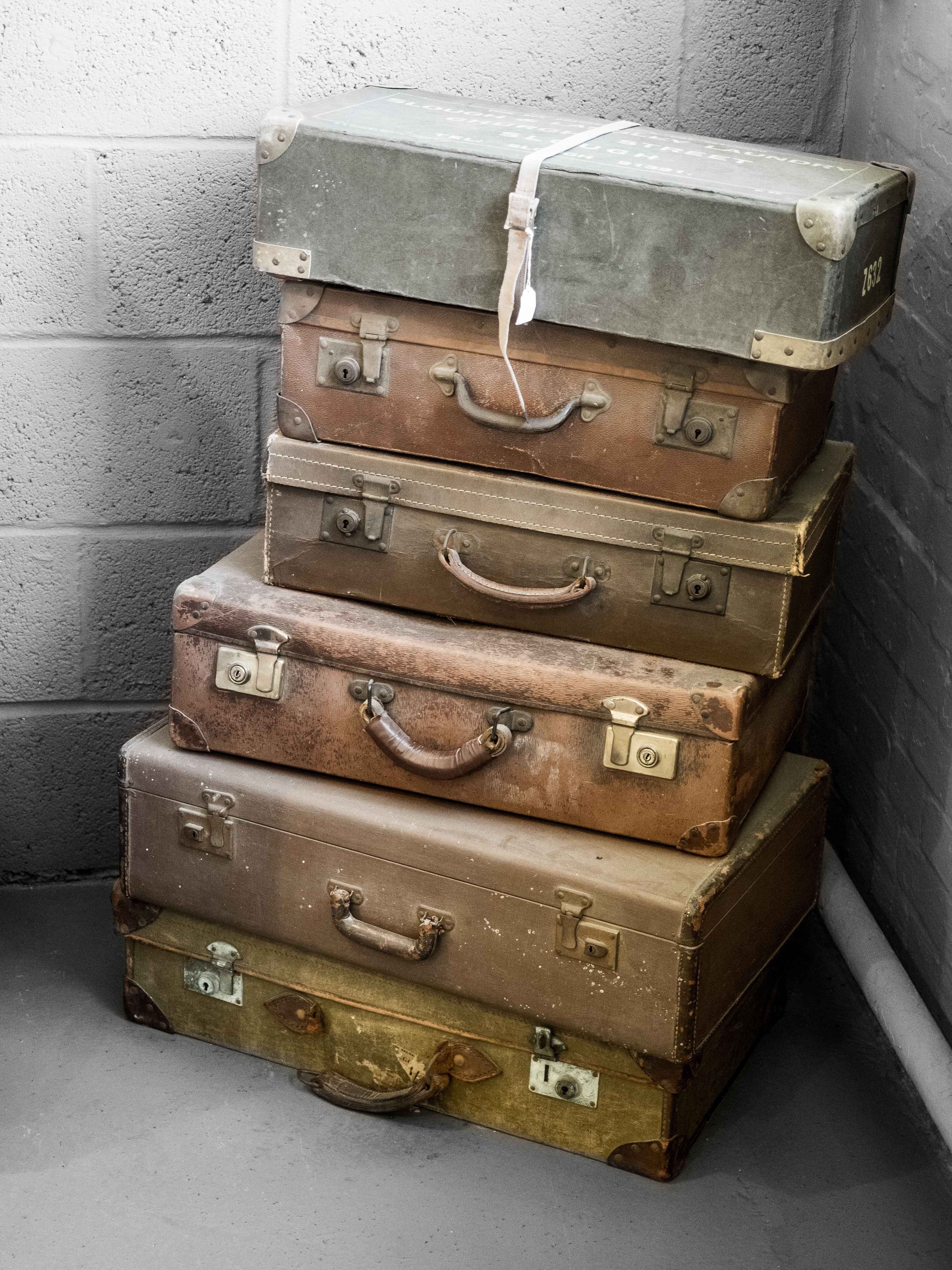
Juego de maletas
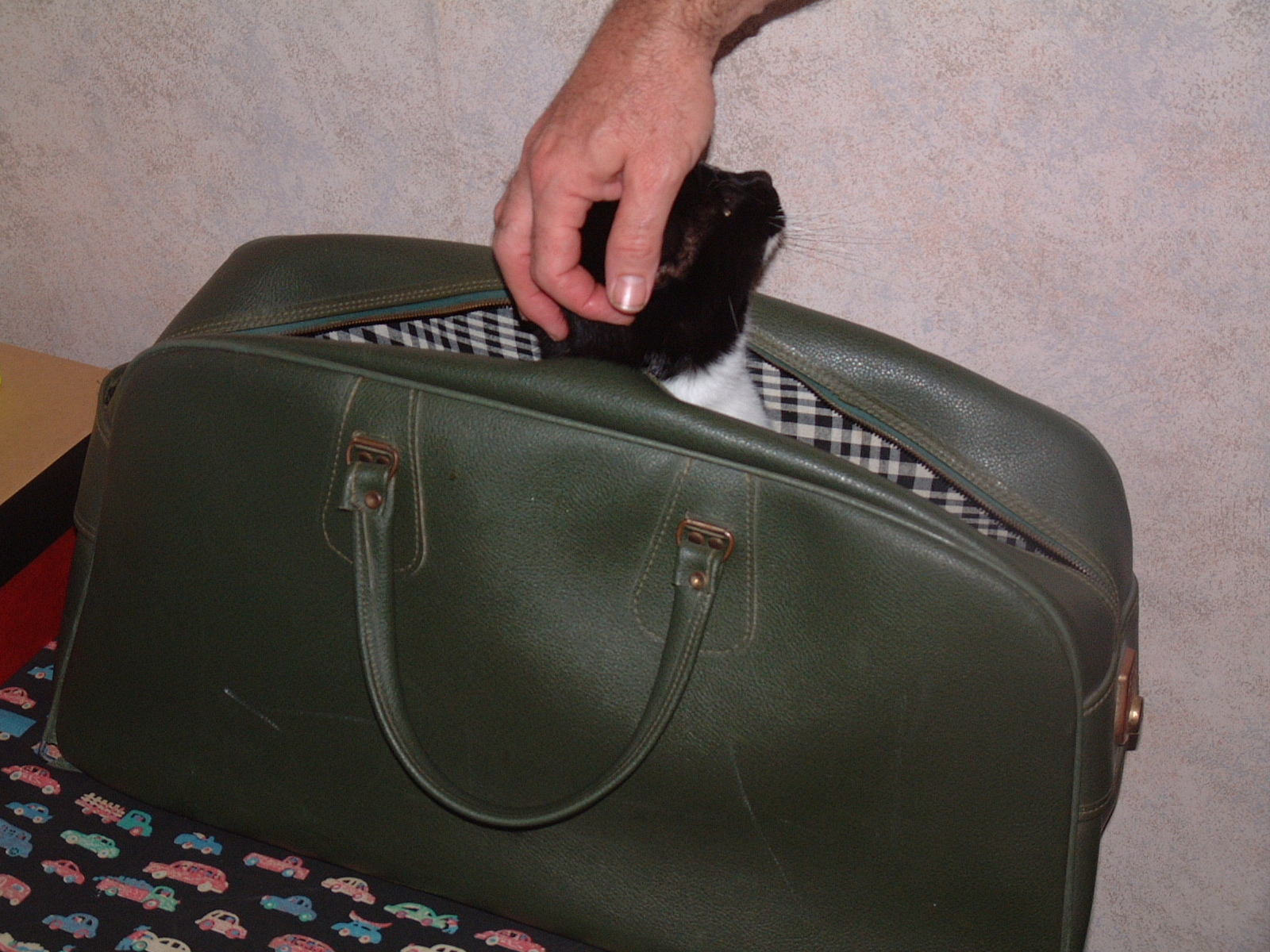
Neceser
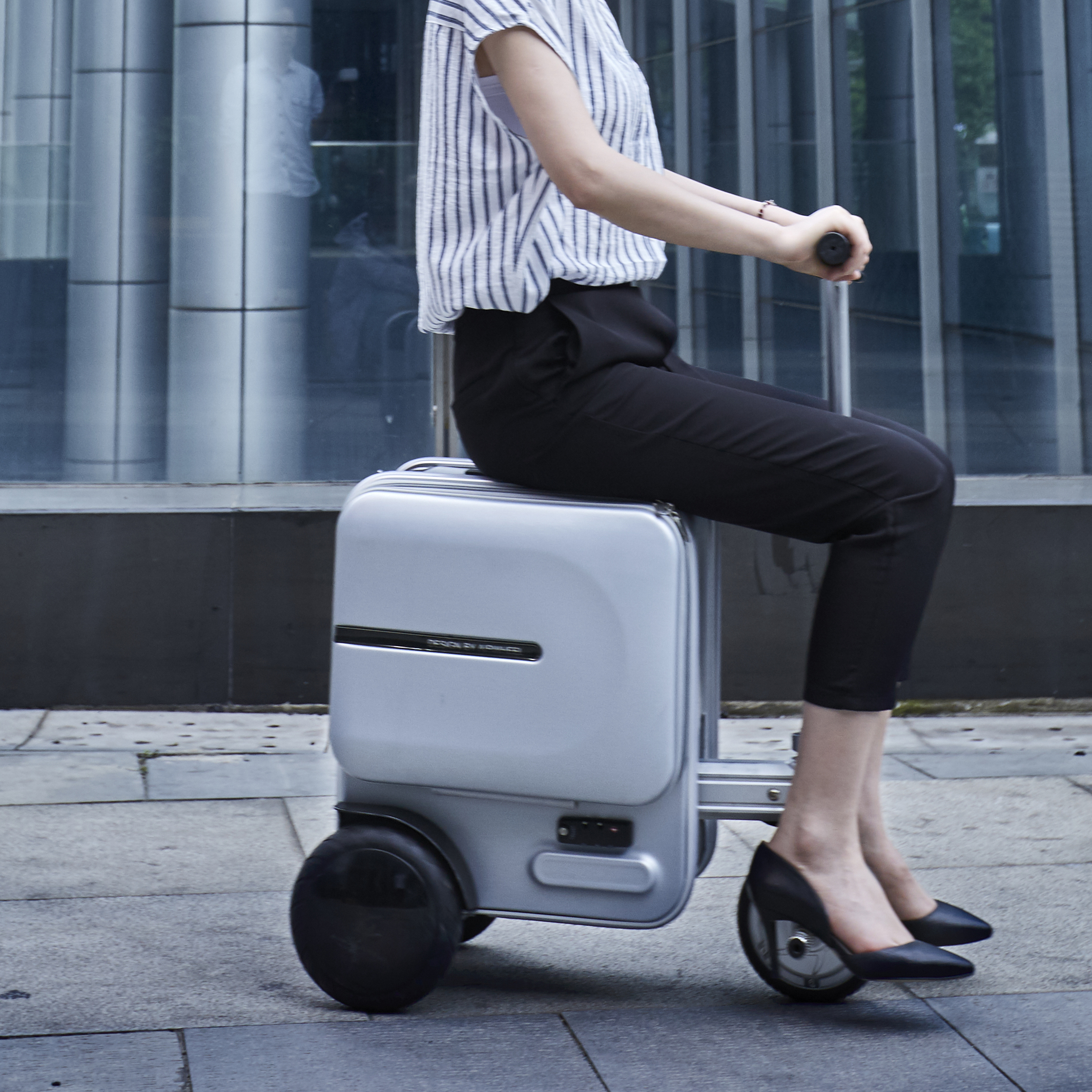
Maleta motorizada